# Samuel Lino
Samuel Dias Lino (n. 23 decembrie 1999, Santo André, São Paulo, Brazilia) este un fotbalist brazilian care joacă pe postul de mijlocaș lateral sau fundaș la CR Flamengo în Campeonato Brasileiro Série A.

## Cariera pe echipe

### Primii ani
Născut în Santo André, dar crescut în São Bernardo do Campo, São Paulo, Lino a jucat futsal pentru o echipă locală înainte de a se alătura formației de tineret a lui São Bernardo FC în 2016.  Și-a făcut debutul în prima echipă pe 21 mai 2017, intrând de pe bancă în repriza a doua într-o victorie cu 1-0 în deplasare împotriva lui Novo Hamburgo în Serie D. 
La 28 iunie 2017, Lino a acceptat un contract de împrumut cu Flamengo până în octombrie 2018 și a revenit la configurația pentru tineret.  Împrumutul său a fost întrerupt în iulie 2018  și a revenit la prima echipă a lui São Bernardo pentru Copa Paulista a acelui an. A marcat primul său gol la seniori pe 25 august, reușind al treilea gol al echipei sale într-o victorie cu 3-1 pe teren propriu împotriva lui Santos B. 

### Gil Vicente
La 30 iunie 2019, Lino s-a mutat în străinătate și a semnat pentru Gil Vicente în Primeira Liga portugheză.  Și-a făcut debutul profesionist cu clubul într-o victorie cu 3-2 în Taça da Liga împotriva lui Desportivo Aves, pe 3 august. 
Lino a marcat primul său gol profesionist pe 2 februarie 2020, dar într-o înfrângere cu 5-1 în deplasare împotriva lui Moreirense. În ciuda faptului că a marcat doar de două ori și a avut doar cinci starturi în campionat în timpul sezonului, și-a reînnoit contractul până în 2024, pe 29 iulie 2020,  și ulterior a început să apară mai regulat în al doilea an, marcând unsprezece goluri în total.
Lino a marcat 12 goluri în Primeira Liga 2021–22 (care a inclus și o dublă înscrisă într-o victorie cu 3–0 pe teren propriu împotriva lui Tondela pe 8 mai 2022), ajutându-l pe Gil Vicente să ajungă pe poziția a cincea și, ulterior, o calificare istorică în Conference League din sezonul 2022–23. 

### Atlético Madrid
Pe 8 iulie 2022, Lino s-a alăturat lui Atlético Madrid într-o înțelegere de cinci ani. 

#### Valencia (împrumut)
Pe 28 iulie 2022, Lino a fost împrumutat la Valencia pe un sezon. 

## Titluri
Flamengo
- Copa São Paulo de Futebol Júnior : 2018